# Moutier-d'Ahun
Moutier-d’Ahun  es una comuna   (municipio) de Francia, en la región occitana del Lemosín, departamento de Creuse, en el distrito de Guéret y cantón de Ahun. 
Su población en el censo de 2021 era de 162 habitantes.
Está integrada en la Comunidad  de comunas del Pays du Creuse Thaurion Gartempe.

## Lugares de interés
Esta aldea es famosa por la  Abadía de Moutier-d’Ahun, en francés L'Abbaye de Moutier-d'Ahun.

## Demografía
| 236 | 274 | 244 | 234 | 195 | 193 | 157 | 176 | 162 |
| Para los censos de 1962 a 1999 la población legal corresponde a la población sin duplicidades (Fuente: INSEE [Consultar]) |     |     |     |     |     |     |     |     |